# Dionisodor de Caune
Dionisodor de Caune (grec antic: Διονυσόδωρος ὁ Καύνειος)  (Caune, c. 250 aC - c. 190 aC) fou un geòmetra grec de final del segle iii aC.

## Vida
No es coneix res de la seva vida. Per un papir trobat a Herculà el 1900, sabem que era de Caune, fill d'un pare del mateix nom. Plini el Vell diu que havia mesurat el radi de la Terra i que li havia donat 42.000 estadis, però, en aquest cas, és probable que es referís a Dionisodor de Melos.

## Obra
Malgrat que tampoc disposem de cap obra original de Dionisodor, sembla que a ell li correspon el mèrit d'haver resolt un problema que Arquimedes planteja en la seva obra Sobre l'esfera i el cilindre en el que es pregunta com tallar una esfera amb un pla, de tal forma que els volums de les dues parts estiguin en una proporció prèviament determinada. Arquimedes diu que té solució, però en la seva obra o no la va escriure, o s'ha perdut el fragment on ho explicava.
Eutoci (segle vi) atribueix a Dionisodor la solució següent, summament elegant:

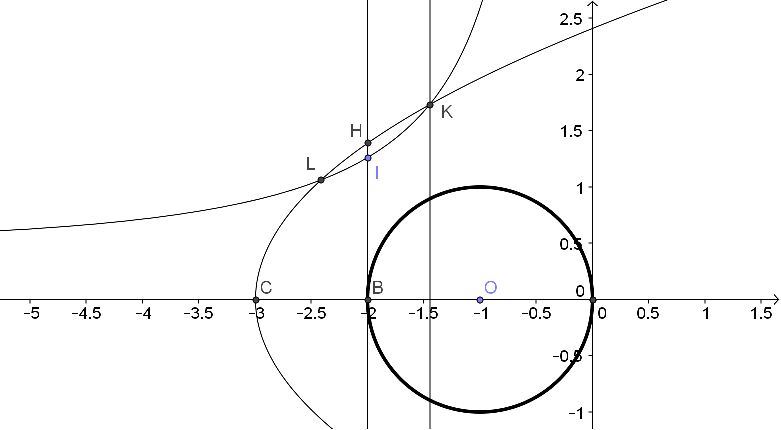
Determinació dels punts K i L

Sigui l'esfera de radi {\displaystyle OB} que volem tallar en dues parts proporcionals a {\displaystyle m/n}.
Obtenim el punt {\displaystyle C} de tal forma que {\displaystyle OB=BC}
Sobre la tangent a l'esfera en el punt {\displaystyle B} (perpendicular a l'eix d'abscisses) definim el punts:
- {\displaystyle I} de tal forma que {\displaystyle BC/BI=(m+n)/n}
- {\displaystyle H} de tal forma que {\displaystyle BH^{2}=BC*BI}

Aleshores es construeixen
- a) la paràbola amb vèrtex a {\displaystyle C} que passa per {\displaystyle H} i
- b) la hipèrbola equilàtera que passa per {\displaystyle I} i té per assímptotes els eixos del gràfic.

Les dues corbes s'intersequen als punts {\displaystyle K} i {\displaystyle L}.
El pla perpendicular a l'eix d'abscisses que passa per {\displaystyle K}, divideix l'esfera en dues parts proporcionals a {\displaystyle m} i {\displaystyle n}.
Aquests treballs podrien haver tingut força influència en la construcció de rellotges de sol cònics a l'antiga Grècia.
Heró d'Alexandria (segle I dC) també va afirmar que Dionisodor havia demostrat com calcular el volum del tor.